# Stratégie du bord de l'abîme
La stratégie du bord de l’abîme, en anglais brinkmanship ou brinksmanship, est une stratégie qui consiste à poursuivre une action dangereuse dans le but de faire reculer un adversaire et atteindre le résultat le plus avantageux possible pour soi.
Ce type de stratégie se retrouve en politique internationale, en politique étrangère, en relations industrielles, et dans les stratégies militaires impliquant la menace d'utilisation d'armes nucléaires.

## Origine
Le terme anglais aurait été inventé par Adlai Stevenson dans sa critique de la philosophie décrite dans une interview avec le secrétaire d'État John Foster Dulles sous l'administration d'Eisenhower, pendant la guerre froide. 
Brinkmanship a pour autres traductions : « politique de la corde raide », « politique de l'abîme », « stratégie du risque calculé maximum ».

## Menaces crédibles
La stratégie du bord de l’abîme est l'escalade ostensible des menaces pour atteindre ses objectifs. 
Les menaces impliquées pourraient devenir si énormes qu'elles risqueraient d'être ingérables, au point que les deux parties risquent de reculer. C'était le cas pendant la Guerre froide ; l'escalade des menaces de guerre nucléaire, si elle est menée à terme, est susceptible de conduire à une destruction mutuellement assurée.
Pour que la stratégie du bord de l’abîme soit efficace, les parties aggravent continuellement leurs menaces et leurs actions. Cependant, une menace est inefficace à moins d'être crédible - à un moment donné, une partie agressive peut avoir à prouver son engagement à l'action.
La possibilité que les choses deviennent hors de contrôle est souvent utilisée en soi comme un outil de la stratégie du bord de l’abîme, parce qu'elle peut rendre crédible une menace autrement incroyable. La crise des missiles cubains est un exemple où les dirigeants opposés, à savoir John F. Kennedy et Nikita Khrouchtchev, lancent sans cesse des avertissements, avec une force croissante, sur un risque d'échanges nucléaires imminents, sans nécessairement valider leurs déclarations. Thomas Schelling, théoricien pionnier du jeu, appelait cela « la menace qui laisse quelque chose au hasard ».
Le philosophe Bertrand Russell a comparé la stratégie du bord de l’abîme nucléaire au « chicken game ». Le principe entre les deux est le même, pour créer une pression importante dans une situation jusqu'à ce qu'une personne ou un parti recule, ou les deux sont anéantis.